# 周思源
周 思源（しゅう しげん、ヂョウ スーユェン、拼音: Zhōu SīYuán、英：Zhou SiYuan、1938年 - ）、原名は盛 公正、中華人民共和国浙江省杭州市出身の大学教授、中国古典小説研究家、作家。
北京市第31中学国語教師を務めたのち、北京語言大学教授などを歴任。
著名な紅学家（古典小説『紅楼夢』研究家）として知られ、中国紅楼夢学会常務理事も務める。中国作家協会・中国電影家協会会員でもあり、文化史や美学研究、文芸評論、小説執筆など、多岐にわたる活動を行っている。

## 経歴
- 1938年、中華民国維新政府支配下の杭州に生まれる。
- 1962年、復旦大学中国語文学科卒業[1]。北京市の第31中学で20年、国語教師を務める。
- 1994年、北京語言大学教授に選出。
- 2006年、中国中央電視台の人気番組『百家講壇（中国語版）』にて三国時代の名将をテーマに講師を務める（→TV出演）。

## 見解

### 故郷論争への見解

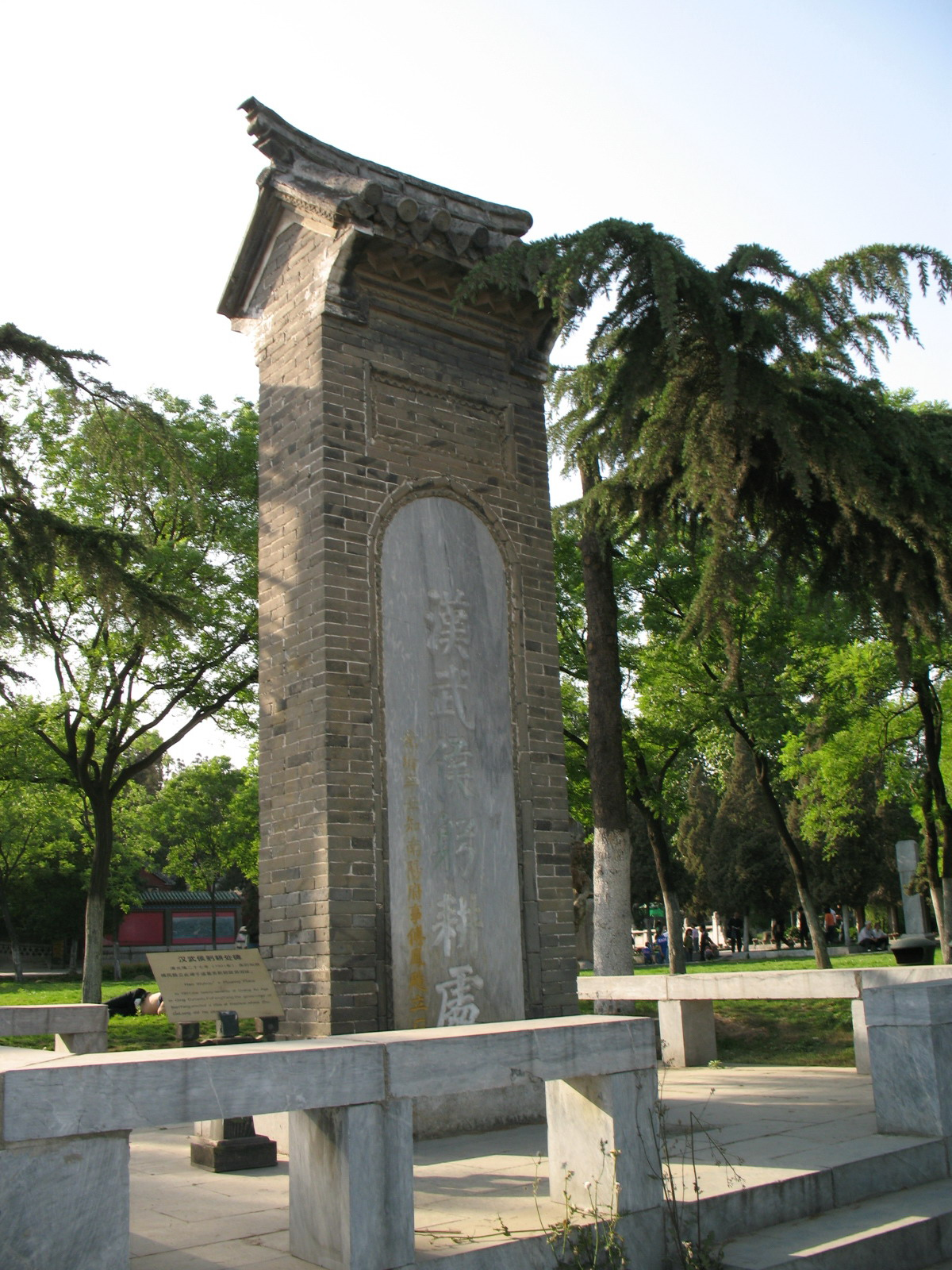
南陽武侯祠

現代中国において、有名人の出生地を含む故郷の帰属をめぐり、しばしば争いが起こっている。有名人とは、古代の実在人物や民間伝承・古典小説の人物が含まれる。
以下に有名な論争を挙げる。
- 三国時代の人物・小説『三国志演義』にも登場する諸葛亮の居住地（河南省南陽市と湖北省襄陽市）[5]。
- 三国時代の人物・『演義』にも登場する趙雲の故郷（河北省正定県と同省臨城県）。
- 唐代の詩人・李白の故郷（四川省江油市と湖北省安陸市）。
- 『紅楼夢』の作者とされる曹雪芹の故郷（河北省唐山市、遼寧省遼陽市・鉄嶺市、江西省南昌県）。

これらは互いに言葉と文章で非難し合うだけでなく、李白のケースでは法廷闘争にまで発展している。
「文化的な親のすねかじり」とも呼ばれるこれら現象について、周思源は「文化を利益の奴隷として勝手にこき使うのは、不健全な文化観であるだけでなく、不健全な経済観でもある。文化を絶対に金銭に屈服させてはならない。文化を金銭の婢女（召使い）や、妓女（売春婦）にしてはならない」と見解を示した。

## 著書
※全て中国語版。『』はシリーズもの。
『北京語言大学対外漢語教学研究書系』
- 周思源『対外漢語教学与文化』北京語言文化大学出版社〈北京語言大学対外漢語教学研究書系〉、1997年。ISBN 9579400563。

『百家講壇』
- 周思源『千古一后　北魏文明太后』電子工業出版社〈百家講壇〉、2013年。ISBN 9787121208997。
- 周思源『風雲南北朝之苻堅』清華大学出版社〈百家講壇〉、2015年。ISBN 9787302412298。

歴史人物
- 周思源『文明太后(上・下巻)』南海出版公司、2004年。ISBN 9787544226691。
- 周思源『風華絶代馮太后　中国千古第一后的励志伝奇』長江文芸出版社、2013年。ISBN 9787535434975。
- 周思源『前秦天王苻堅（上）』清華大学出版社、2016年。ISBN 9787302438779。
- 周思源『前秦天王苻堅（下）』清華大学出版社、2016年。ISBN 9787302438762。

三国志
- 周思源『周思源　品賞三国人物』中華書局、2006年。ISBN 9787101052077。
- 周思源『呉大帝孫権』長江文芸出版社、2007年。ISBN 9787535434555。

水滸伝
- 周思源『周思源　新解《水滸伝》』中華書局、2007年。ISBN 9787101056723。
- 周思源『従鳳姐治家到火併王倫—読紅楼水滸 学管理智慧』広東人民出版社、2010年。ISBN 9787218068282。
（紅楼夢の王熙鳳（中国語版）（鳳姐）、水滸伝の王倫などから学ぶビジネス書）

紅楼夢
- 周思源『周思源看紅楼』中華書局、2005年。ISBN 9787101046953。
- 周思源『探秘集　周思源論紅楼夢』文化芸術出版社〈名家解読紅楼夢〉、2006年。ISBN 9787503928833。
- 周思源『紅楼夢創作方法論』文化芸術出版社、2006年。ISBN 9787503918223。
- 周思源『周思源正解金陵十二釵』中華書局、2006年。ISBN 9787101049589。
- 胡徳平、周思源、梁帰智、劉心武、呂啓祥、蔡義江『紅楼六家談』黒龍江教育出版社、2007年。ISBN 9787531641254。
- 周思源『周思源解疑金陵十二釵』新華出版社、2011年。ISBN 9787501194933。
- 周思源『周思源看紅楼』長江文芸出版社、2013年。ISBN 9787535467591。

その他
- （主編）周思源（編著）陳清『中国哲学史』北京語言文化大学出版社、2000年。ISBN 9787561907634。
- （主編）李潤新・周思源『風雨夜譚』南琪出版社、2000年。ISBN 9787020033072。「（初版）中華民国67年」
- （主編）周思源（編著）肖立『中国国情』北京語言文化大学出版社、2001年。ISBN 9787561909614。
- 周思源『中国文化史論綱』海峡文芸出版社、2014年。ISBN 9787555004035。

## TV出演
「正説三国人物」『百家講壇』中国中央電視台、2006年。全9集。
| - 01 劉備 - 02 曹操 - 03 趙雲 | - 04 周瑜 - 05 魯粛 - 06 関羽 | - 07 司馬懿 - 08 諸葛亮① - 09 諸葛亮② |